# Katia Winter
Katia Winter, född 13 oktober 1983 i Stockholm, är en svensk skådespelare.

## Biografi
Katia Winter växte upp i Hjorthagen och Enskede i Stockholm, läste utbytesår på high school i New York, därefter Calle Flygares teaterskola och gymnasium följt av teaterstudier i London.
Hon filmdebuterade i en liten roll i svenska filmen Stockholm Boogie 2005 och gjorde därefter ett stort antal framträdande roller i brittiska filmer och tv-serier inom olika genrer, innan hon på 2010-talet flyttade över till USA med roller i ett flertal produktioner. 2011 gjorde hon rollen som "Milla" i filmen Arena, 2012 "Nadia" i serien Dexter, 2013–2015 "Katrina Crane" i Sleepy Hollow, 2015 "Katia" i Terrence Malicks storfilm Knight of Cups, 2019 "Gwen Karlsson" i serien Blood & Treasure och "Little Nina" i serien The Boys (2022). Hon har även gjort huvudrollerna i filmer som Negative (2017), You're Not Alone (2020) och The Catch (2020). För rollen i brittiska thrillern The Catch tilldelades hon 2021 priset för "Bästa skådespelerska" vid Manchester International Film Festival. Under covid-19-pandemin flyttade hon åter till Sverige och började medverka även i svenska produktioner som serierna Solsidan (2019) och Hamilton (2020), följt av huvudrollerna i långfilmerna Ur spår (2021) och Året jag slutade prestera och började onanera (2022).
2009 var hon medförfattare, producent och klippare till de prisbelönta kortfilmen Barry Brown.

## Privatliv
Winter var 2013–2016 gift med musikern Jesse Glick.

## Filmografi (urval)
- 2005 – Stockholm Boogie
- 2007 – Dubplate Drama (TV-serie)
- 2007 – Night Junkies
- 2007 – The Seer
- 2009 – Kommissarie Lewis (TV-serie)
- 2009 – Barry Brown (kortfilm; manus, producent, klippare)
- 2009 – Unmade beds
- 2010 – The Symmetry of Love
- 2010 – Anaphylaxis
- 2011 – Everywhere and Nowhere
- 2011 – Arena
- 2012 – Dexter (TV-serie)
- 2012 – Love Sick Love
- 2013 – Tragedi på en lantkyrkogård
- 2013 – Fedz
- 2013 – Banshee Chapter
- 2013–2015 – Sleepy Hollow (TV-serie)
- 2017 – Negative
- 2017 – Legends of Tomorrow (TV-serie)
- 2019 – Blood & Treasure (TV-serie)
- 2019 – Solsidan (TV-serie)
- 2020 – Hamilton (TV-serie)
- 2020 – 10 Things We Should Do Before We Break Up
- 2020 – You're Not Alone
- 2020 – The Catch
- 2022 – Ur spår
- 2022 – Året jag slutade prestera och började onanera
- 2022 – The Boys (TV-serie)
- 2023 – Konferensen
- 2025 – Ute och cyklar